# Carles Cuadrat Xiqués
Carles Cuadrat Xiqués (Barcelona, 28 d'octubre de 1968) és un exfutbolista professional i actualment entrenador de futbol. Va ser el primer tècnic català en guanyar la Superlliga india. Actualment forma part del cos tècnic de la selecció de les Filipines.

## Carrera professional

### Jugador
Cuadrat va ser defensa en categories inferiors del FC Barcelona, i va arribar a debutar amb el primer equip en partits amistosos.
Cuadrat va ingressar a La Masia del FC Barcelona el 1978, quan tenia deu anys, i va passar per totes les categories inferiors del club fins al 1988, formant part de l'equip blaugrana que va guanyar la Copa del Rei juvenil el 1986 i el 1987, jugant com a titular les dues finals amb jugadors com ara Guillermo Amor, Tito Vilanova, Cristóbal Parralo o Albert Ferrer.
La temporada 1988, va disputar dos amistosos al Camp Nou amb el primer equip del FC Barcelona, entrenat aleshores per Luís Aragonés, juntament amb Gary Lineker i Bernd Schuster entre d'altres. També va disputar 14 partits amb les seleccions espanyoles sub-16 i sub-18, aconseguint el tercer lloc en el Campionat d'Europa sub-16 de la UEFA de 1985, en una generació on també hi havia Rafa Alkorta, Ander Garitano o Juan José Sánchez Maqueda.

### Entrenador
El 2009, Cuadrat s' incorpora al cos tècnic de l`exentrenador del FC Barcelona Frank Rijkaard, que tenia a Johan Neeskens de segon, com a preparador físic del Galatasaray turc. També va formar part del cos tècnic de Rijkaard a la selecció d'Aràbia Saudita entre el 2011 i el 2013.
El 2014, quan Albert Roca, assistent de Frank Rijkaard al FC Barcelona, Galatasaray i Aràbia Saudita inicia la seva carrera en solitaria com a Director Tècnic d'El Salvador, Cuadrat l'acompanya com a home de confiança i passa a ser el segon entrenador de la selecció centroamericana.
El 2016, el tàndem Roca-Cuadrat canvia de continent i fitxa pel Bengaluru FC de la Superlliga india. Amb ells, el Bengaluru es converteix en el primer equip indi en arribar a una final continental de l'AFC, la Copa Asiàtica, que van jugar contra l' Al Quwa Al Jawiya Football Club iraquià a Doha als pocs mesos d`arribar al club.
Amb la marxa d' Albert Roca al final de la temporada 2017–18, el Bengaluru FC oficialitza Cuadrat com a primer entrenador. Amb ell, l`equip indi acaba invicte la primera volta de la Superlliga amb un percentatge de victòries del 61 %, el més alt en la història del club. Amb Cuadrat, el Bengaluru finalitza la fase regular de la Superlliga india en primer lloc i arriba a la final del torneig després de desfer-se en semifinals del Northeast United Football Club per un global de 4-2
El 17 de març de 2019, Cuadrat condueix el Bengaluru a proclamar-se campió de la Superlliga india al guanyar a la final, disputada a Bombai, el FC Goa per 1-0. L' equip va finalitzar la temporada invicte a casa, fet inèdit en la història del club, que el va renovar per dos anys més
La temporada 2019-2020, Cuadrat porta el Bengaluru novament a disputar els play-off pel títol, per tercer any consecutiu, finalitzant la fase regular en tercera posició.
Els blaus acaben caient en semifinals contra l'ATK, futur campió, per un global de 3-2.
En els seus dos anys com a entrenador del Bengaluru, Cuadrat acumula diversos récords a la Superlliga índia i al club.
1. Récord de la Superlliga índia d'invencibilitat (11 partits a la temporada 2018-19)[19]
2. Récord de victòries seguides a la Superlliga en una mateixa temporada (6, temporada 2018-19)[19]
3. Récord de partits deixant la pròpia porteria a 0 a la Superlliga (11, temporada 2019-2020)[19]
4. Récord d'invencibilitat com a local a la Superlliga (17 partits, a només una setmana de completar dos anys seguits: del 21-12-2017 al 15-12-2019)[19][20]
5. Victòria més àmplia de la història del club (9-1 contra el Paro FC en segona fase de la classificació de la AFC Cup).[21]

El 6 de gener de 2021, el Bengaluru i Cuadrat decideixen de mutu acord posar fi a la seva relació i el català deixa la banqueta de l'equip.
Cuadrat s'incorpora la temporada 2021-22 al cos tècnic de l'Aris Limassol xipriota, equip acabat d'ascendir a la màxima categoria de Xipre, ajudant l'equip a fer la millor temporada de la seva història, classificant-se per primer cop per disputar els play-off finals pel títol i aconseguint plaça per disputar competició europea per primera vegada.
A inicis del 2023, Cuadrat firma pel FC Midtjylland de Dinamarca, per formar part del cos tècnic que encapçala el també català Albert Capellas, amb l'objectiu de classificar l'equip pels play-off de la Superlliga danesa i avançar rondes a l'Europa League.
Amb ells, l'equip danès realitza la millor temporada europea de la seva història, eliminant el Lazio i l'Sturm Graz a la fase de grups de l'Europa League i perdent només en els playoff dels vuitens de final contra l'Sporting de Lisboa. L'equip aconsegueix acabar la temporada 2022-23 classificant-se per disputar competició europea per desè any seguit.
A l'abril de 2023, Cuadrat fitxa per dos anys com a entrenador de l'East Bengal Club de la Superlliga india, avalat per ser un dels entrenadors més reeixits de la història del futbol de clubs indis.
En el seu primer mes de treball amb l'East Bengal, va aconseguir 2 fites històriques: va arribar a la final de la prestigiosa Copa Durand després de 19 anys sense fer-ho i guanyar el derbi local contra el Mohun Bagan després de més de 4 anys i 9 partits sense aconseguir-ho.
Abans d'acabar la primera volta de la Superlliga índia, Cuadrat ja havia aconseguit un tercer rècord; L'East Bengal FC va registrar la seva victòria més gran a la Indian Super League (ISL), un triomf per 5-0 sobre el NorthEast United FC.
El 28 de gener de 2024, Cuadrat condueix l'East Bengal a guanyar la seva primera Supercopa índia, després de derrotar per 3-2 l'Odisha FC, amb un gol a la pròrroga. El títol va posar fi a una sequera de 12 anys de l'East Bengal sense aixecar cap trofeu.
Després de començar la segona temporada amb dues victòries seguides a la Copa Durant, l'equip no va aconseguir superar la fase preliminar de la Lliga de Campions de l'AFC al perdre contra l'Altyn Asir del Turkmenistan, però tot i la derrota, es va classificar directament per la fase de grups de la Lliga Challenge de l'AFC. Daquesta manera, Cuadrat va portar el club a una competició continental després de 9 anys sense disputar-ne cap.
Una mala ratxa de derrotes en l'inici de la 11ª edicició de la Superlliga india va fer que Cuadrat decidís abandonar la direcció de l'equip el 30 de setembre de 2024.
El març de 2025, Cuadrat s'incorpora al cos tècnic de la selecció nacional de les Filipines, debutant amb una victòria per 4-1 contra les Maldives, en partit de la primera jornada de classificació per la Copa d'Àsia de Nacions del 2027, que es disputarà a l'Aràbia Saudí.